# 重庆府
重庆府，南宋设置的一个府。

重庆府在四川省的位置（1820年）

淳熙十六年（1189年），宋孝宗內禪宋光宗，宋光宗升恭州置，治所在巴县（今重庆市渝中区、巴南区等地），属夔州路。元朝至元十六年（1279年）改为重庆路，辖境扩大。明代洪武四年（1371年）改为重庆府。民国二年（1913年），全国废府，故废。

## 轄境
重慶府轄境在不同時期，其曾所轄範圍，大致如下：
- 現重慶直轄市所轄各區縣，不含原屬潼川府的潼南縣。
- 四川省武勝縣（原屬重慶府，即定遠縣）、瀘州市、江安縣、納溪縣、合江縣（重慶府瀘州，含所轄三縣）、開江縣（原屬夔州府、重慶府，即新寧縣）、達州市（原屬夔州府、重慶府，即達縣）、宣漢縣（原屬夔州府、重慶府，即東鄉縣）、萬源縣（原屬夔州府、重慶府，即太平縣）。
- 湖北省建始縣（原屬夔州府、重慶府）

## 宋代的重慶府[1]
領縣三，羈縻州一（領縣二），共領縣五
- 巴縣，兼府治，治今重慶市渝中區
- 江津縣，治今江津區
- 璧山縣，治今璧山區
- 溱州，領縣二
  - 榮懿縣，治今綦江區青年鎮
  - 扶歡縣，治今綦江區扶歡鎮

## 元代的重慶路[2]
至元十六年（1279年）在重慶府設置四川南道宣慰司和重慶路，立重慶路總管府，除錄事司領巴縣、江津縣、南川縣三縣，忠州、合州、涪州、瀘州四州及石砫安撫司。
- 巴縣、江津縣、南川縣
- 合州（領縣三：銅梁縣、定遠縣、石照縣）
- 忠州（領縣三：臨江縣、南賓縣、豐都縣）
- 涪州（領縣一：武龍縣）
- 瀘州（領縣三：江安縣、納溪縣、合江縣）
- 石砫安撫司

## 明代的重慶府[3]
- 洪武四年，為重慶府，裁石照縣、臨江縣、南賓縣
  - 巴縣、江津縣、昌寧縣、大足縣（分合州屬大足縣屬府）、綦江縣（播州宣撫司來屬）、南賓縣（洪武四年省），夔州府之新寧縣（現開江縣）來屬。
  - 合州（領縣二：銅梁縣、定遠縣）
  - 忠州（領縣二：豐都縣、墊江縣）
  - 涪州（領縣二：武龍縣、彭水縣）
  - 瀘州（領縣三：江安縣、納溪縣、合江縣）
- 洪武五年十二月庚辰，罷重慶府之黔江縣，併入彭水縣[4]。
- 洪武六年，瀘州升瀘州直隸州，屬四川行省。
- 洪武六年九月己亥，置長壽縣，屬涪州，尋改屬重慶府[5]。
- 洪武六年十二月甲寅，置永川縣、榮昌縣[6]。
- 洪武七年，省昌寧縣入榮昌縣。
- 洪武八年正月初十日，改四川石砫安撫司為宣撫司，隸重慶府[7]。
- 洪武八年，省南賓縣入豐都縣。
- 洪武九年四月甲午，夔州府降為散州，其原領巫山縣、大寧縣（現巫溪縣）、雲陽縣、萬縣、開縣、建始縣、梁山縣（現梁平縣）、達縣八縣並屬重慶府[8]。
- 洪武十年五月戊寅，夔州升直隸州，其原領巫山縣、大寧縣（現巫溪縣）、雲陽縣、萬縣、開縣、建始縣、達縣七縣屬之，新寧縣（現開江縣）裁入梁山縣（現梁平縣），屬忠州。
- 洪武十年，省南川縣入綦江縣，省豐都縣入涪州，省武龍縣入彭水縣，彭水縣往屬涪州[9]。
- 洪武十三年十一月庚戌，復置南川縣；復置豐都縣，改名酆都縣；復置武龍縣，改名武隆縣；分忠州屬梁山縣（現梁平縣）還屬夔州府[10]。
- 洪武十四年六月癸未，復置黔江縣，屬重慶府[11].
- 成化十七年九月庚寅，析銅梁縣、遂寧縣地置安居縣[12]。
- 成化十九年三月丙辰，分巴縣地復置璧山縣[13]。

## 清代的重慶府
順治初，因明制，領州三、縣十七：合州、忠州、涪州、巴縣、江津縣、長壽縣、大足縣、永川縣、榮昌縣、綦江縣、南川縣、黔江縣、安居縣、璧山縣、銅梁縣、定遠縣、酆都縣、墊江縣、武隆縣、彭水縣。
- 康熙元年（1662年），省銅梁縣、安居縣入合州，省璧山縣入永川縣，省武隆縣入涪州。
- 康熙八年（1669年），省定遠縣入合州。
- 康熙六十年（1721年），復置銅梁縣，以安居縣併入。
- 雍正六年（1728年），復置大足縣、璧山縣、定遠縣三縣。
- 雍正十一年（1733年）十月乙卯，改重慶府屬之黔江縣、隸重慶府分駐黔江同知管轄。兼轄附近彭水縣。升府屬之忠州為忠州直隸州。兼轄墊江縣、酆都縣、及夔州府屬之梁山縣三縣[14]。
- 雍正十二年（1734年），置黔彭直隸廳，以黔江縣、彭水縣二縣來屬。
- 雍正十三年（1735年），改平茶洞長官司為秀山縣，往屬黔彭直隸廳。
- 乾隆元年（1736年），裁黔彭直隸廳改置酉陽直隸州，以黔江縣、彭水縣、秀山縣三縣來屬。
- 乾隆二十九年（1662年），以巴縣江北鎮置江北廳。

往後至清末領廳一、州二、縣十一：江北廳、合州、涪州、巴縣、江津縣、長壽縣、永川縣、榮昌縣、綦江縣、南川縣、銅梁縣、大足縣、璧山縣、定遠縣。

## 民國的重慶府
民國元年仍轄十四屬，十一縣二州一廳，長官稱重慶府知事，民國二年廢。
- 巴縣、江津縣、長壽縣、永川縣、榮昌縣、綦江縣、南川縣、銅梁縣、大足縣、璧山縣、定遠縣
- 合州、涪州
- 江北廳

## 延伸阅读
[在维基数据编辑]
 《欽定古今圖書集成·方輿彙編·職方典·重慶府部》，出自陈梦雷《古今圖書集成》